# Černiv
Černiv är en ort i Tjeckien.   Den ligger i regionen Ústí nad Labem, i den nordvästra delen av landet, 50 km nordväst om huvudstaden Prag. Černiv ligger 185 meter över havet och antalet invånare är 133.
Terrängen runt Černiv är platt åt sydost, men åt nordväst är den kuperad. Terrängen runt Černiv sluttar österut. Runt Černiv är det ganska glesbefolkat, med 35 invånare per kvadratkilometer. Närmaste större samhälle är Litoměřice, 11,1 km nordost om Černiv. Trakten runt Černiv består till största delen av jordbruksmark.